# اقتصاد ببر
اقتصاد ببر (انگلیسی: Tiger economy) به اقتصاد کشورهایی گفته می‌شود. که تحت تأثیر رشد اقتصادی سریعی که معمولاً همراه با افزایش کیفیت زندگی است قرار گرفته‌باشند. این عبارت نخستین بار برای اشاره به چهار ببر آسیایی (کره جنوبی، تایوان، هنگ کنگ، و سنگاپور) مورد استفاده قرار گرفت. ببرها در نشانه‌شناسی قارهٔ آسیا حیوانات مهمی هستند. این عبارت الهام‌بخش باشگاه اقتصادهای ببر (اندونزی، مالزی، تایلند، ویتنام، و فیلیپین) است. ببرهای آسیایی بعدها الهام‌بخش اقتصادهای دیگری نیز بودند، که از آن جمله می‌توان به ببرهای آناتولی (شهرهای مختلف ترکیه در دهه ۱۹۸۰)، ببر خلیج (دبی در دهه ۱۹۹۰)، ببرهای بالتیک (کشورهای حوزه دریای بالتیک در سالهای ۲۰۰۰ تا ۲۰۰۷)، ببر سلتیک (ایرلند در سالهای ۱۹۹۵ تا ۲۰۰۸)، و ببر تاترا (اسلواکی در سالهای ۲۰۰۲ تا ۲۰۰۷) اشاره کرد. رشد اقتصادی سریع اسرائیل در دهه ۱۹۹۰ و دهه‌های بعدی نیز باعث شده در برخی نشریات از اقتصاد این کشور با عنوان ببر عبری یاد شود.
در آمریکای لاتین، رشد اقتصادی سریع در اقتصاد نوظهور کشورهای مکزیک، شیلی، پرو، و کلمبیا باعث شده‌است که از این کشورها با عنوان پومای اقیانوس آرام نام برده شود.
برای اشاره به رشد اقتصادی سریع در قارهٔ آفریقا از عبارت اقتصاد شیر استفاده می‌شود. عبارت اقتصاد گرگ برای اشاره به رشد اقتصادی مغولستان به کار می‌رود.